# 蕭鉉
河東王蕭鉉（480年—498年3月3日），字宣胤，中國南北朝時期南齊高帝蕭道成第十九子，齊武帝蕭賾之弟。生母張淑妃。

## 生平
蕭鉉之母張淑妃是齊高帝寵妃，蕭鉉又在眾子中最幼，尤其被齊高帝所留心。齊高帝臨崩之時，以蕭鉉託付齊武帝，武帝亦對蕭鉉加以留意，為他納柳世隆之女為妃。齊武帝與群臣看新婦時，流涕不自勝，豫章王蕭嶷亦哽咽。
齊武帝永明四年二月己未（486年3月18日），封河東王。隆昌元年（494年）齊鬱林王蕭昭業繼位後，為驍騎將軍。出為徐州刺史，後遷為中書令。其後齊明帝蕭鸞誅殺諸王，以蕭鉉年少（當時只得十二歲）才弱，所以並不加害蕭鉉。建武元年（494年），轉為散騎常侍，鎮軍將軍，設置兵佐。
建武年間，齊高帝、武帝子孫憂危，陸續被明帝蕭鸞誅殺，所以蕭鉉每次朝見，時常鞠躬俯僂，不敢平行直視。再遷為侍中、衛將軍。及至蕭鉉年歲稍長，於建武四年（497年），蕭鸞又誅王晏，以謀立蕭鉉為名，免去蕭鉉官職，以王爺之身份回府第，被禁不得與外人交流溝通。永泰元年（498年），蕭鸞病重，遂殺害蕭鉉，當時只得十九歲。蕭鉉有二子尚在孩抱，亦被誅殺。太祖諸王，唯獨蕭鉉一人無後，眾人竊語此冤案。齊明帝乃使揚州刺史始安王蕭遙光、臨川王蕭子晉、竟陵王蕭昭胄、太尉陳顯達、尚書令徐孝嗣、右僕射沈文季、尚書沈淵、沈約、王亮奏論蕭鉉之罪请求诛杀，并最初回答不許，再奏後，才准他們所奏。

## 延伸阅读
[在维基数据编辑]
 《南齊書·卷35》，出自萧子显《南齊書》
 《南史/卷43》，出自李延壽《南史》